# Маркграфство Ористано
Маркграфство Ористано (на италиански: Marchesato di Oristano) е създадено през 1410 г. и просъществува до 1478 г. То е следствие от смъртта на Мариан V, втори син на Елеонора и съдия (крал) на Юдикат Арбореа на о-в Сардиния, когато юдикатът (въпреки недоволството на Вилхелм III Нарбонски) е окончателно подчинен на Арагонската корона с изключение на ограничен район около Ористано. Новият феод заедно с Графство Гочеано е приписан от крал Мартин I Арагонски на Леонардо I Кубело, пряк мъжки потомък на арборейския съдия Уго II (1321-1336).

## Територии на маркграфството
Маркграфството се състои от най-плодородната и стратегическа част от древния юдикат, т.е. от кампидани Кабрас, Симаксис и Милис, от куратория Бонордзули, от контадо Гочеано (с неговия замък), от оградения град Ористано (28 кули, три врати, 2007-километрова верига, дворецът на юдиката, който ще бъде наречен "del marquis"), от залива (с островчетата Малу Енту и Каталано), както и от крайбрежието между Нос Синис и Нос Капо Ману.

## Маркизи на Ористано и графове на Гочеано[3]
| No. | Титла         | Име                                   | От   | До   | Съпруга                    |
| 1   | Маркиз и граф | Леонардо I Кубело-де Сера-Бас         | 1410 | 1427 | Куирика Деяна              |
| 2   | Маркиз и граф | Антонио I Кубело-де Сера Бас          | 1427 | 1455 | Елеонора Фолх де Кардона   |
| 3   | Маркиз и граф | Салваторе I Кубело-де Сера Бас        | 1455 | 1470 | Катерина Сентелес де Олива |
| 4   | Маркиз и граф | Леонардо II Алагон Кубело-де Сера Бас | 1470 | 1478 | Мария Линан де Морило      |

## Кубело и история на маркграфството
Фамилното име Кубело (на италиански: Cubello, на сардински: Cubeddu) все още е широко разпространено в Северна Сардиния, но в Каляри също е идентифициран вариант: би трябвало да произлиза от умалителното на cuba (казан за ферментация на шира).Кубело, Купело (Cupello), Кубеду (Cubeddu): cubeddu или cubedda има значението на корито, наричано също cubidìna и идва от cuba или cupa, тоест варел или бъчва, от латинското sira. Cubone или cupone се нарича голям казан или буре с едно дъно за ферментация на ширата с джибрите.Дори днес фамилното име Кубеду може да се намери в 133 италиански общини (от които 56 в Сардиния, а останалите са от сардински произход). Кубело от друга страна вече не присъства на острова, а в 33 общини в други региони. Сем. Кубело се споменават в древни средновековни документи на Сардиния.
Костанца Кубело, дъщеря на испанския благородник Кубел де Валенсия и на сардинска аристократка от фамилията Деяна, се омъжва в средата на 14 век за доникело (титла, приписвана на принцовете от фамилията на юдиката) Салваторе Арборейски, наследник на Никола – по-малък син на крал Уго II Арборейски и Бенедета, от когото има три деца, които приемат фамилното име на фамилията Кубело: Леонардо I, бъдещ първи маркиз на Ористано, и Николина. Известният историк от Сасари Джовани Франческо Фара (1543 - 1591) си спомня  за Леонардо и неговия син Антонио в "De rebus Sardois II".
Сем. Кубело не се споменават в конданги-те (административни документи или регистри, съставени в манастирите) и това потвърждава казаното за произхода на фамилното име. Кубеду е сардинската версия на Кубело и се появява през 1388 г. сред подписалите мира на Елеонора: Cupello Joanne, ville Terranova. 
Сем. Кубело умира през 1470 г. с маркиз Салваторе II Кубело: те продължават по майчина линия чрез многото деца на неговия племенник Леонардо Алагон и леля му Николина (Sa Trilla и De Ribelles), които се местят в Испания. Кубело оставят своя оригинален герб, за да възприемат по-престижния герб на Де Сера Бас (с изкоренено дърво), комбиниран с арагонските стълбове (които Мариан IV е премахнал) и шестте топки на Алагон, които кара да добавят Леонардо II.

### Леонардо I
Той е роден в Ористано през 1362 г. като син на  Салваторе де Сера Бас (племенник на съдия Мариан IV Арборейски) и Костанца Кубело от богато местно семейство. Той избира за себе си и за децата си да използва фамилията си по майчина линия и през 1407 г. поема поста на подест на столицата на маркизата.
Той е най-близкият мъжки роднина на владетеля на Юдикат Арбореa: всъщност след смъртта на Мариан V (1407 г.) крал Мартин I Арагонски преговаря с Леонардо, за да намери решение на продължаващата война. Но сардинците предпочитат Вилхелм III Нарбонски (II като съдия на Арбореа), племенник на Беатрис Арборейска, сестра на Елеонора: на 26 юни 1409 г. се състои сблъсъкът между арагонските и сицилианските армии в битката при Санлури. Виконтът на Нарбон е принуден да потърси убежище във френските си земи, оставяйки Леонардо Кубело в Ористано като наместник. Арагонците обаче искат да окупират Ористано: спорът е разрешен на 29 март 1411 г. в църквата Сан Мартино. Договорът поставя края на Юдикат Арбореа, а Ористано с Кампидано Маджоре, Милис и Гочеано са дадени на Кубело с наследствената титла маркиз и граф, със същите привилегии като древните суверени, заедно с плащане от 30 000 златни флорина и годишен данък от 800.
Вилхелм III Нарбонски се завръща в Сардиния, но трябва да се откаже от правата си. Леонардо с хитрост започва да се ползва от благоволението на новите арагонски монарси Фердинанд I и Алфонсо V Великодушни и въпреки различни обвинения в предателства и убийства той разширява територията си и успява да ѝ се наслади, като живее в бившата юдикална резиденция в Ористано (която поданиците му започват да наричат „дворец на маркиза") и в замъка на Гочеано със съпругата си Кирика Деяна и децата им Антониио, Салваторе и Бенедета.
Той умира на 65-годишна възраст на 9 ноември 1427 г. и се предполага, че е погребан в параклиса на Сан Бартоломео в Катедралата на Ористано според завещанието на неговия дядо Уго II Арборейски.

### Антонио I
През 1411 г., когато е подписано споразумението от Сан Мартино (което премахва титлата съдия и води до изчезването на държавата), Антонио е само на 15 г., но като гаранция за изпълнение на наложените задължения той трябва да действа като заложник и да замине за Барселона: болест обаче изпраща по-малкия му брат Салваторе. Антонио, излекуван, скоро пристига в арагонската столица Сарагоса и получава добро образование в двора на Фернандо I, ставайки приятел на престолонаследника и бъдещ суверен Алфонсо. През 1451 г. кралят го кара да се ожени за Елеонора Фолх де Кардона от уважавано местно семейство.
През 1427 г. смъртта на баща му Леонардо го кара да придобие ранг на маркиз: политико-икономическата ситуация не винаги е проста и жителите на Сардиния са неспокойни, но богатството и властта на острова на Антонио карат монарха да го смята за съюзник, а не за васал.
Маркиз Антонио показва истинска лоялност към арагонската корона: той сътрудничи конструктивно в трудните и кървави спорове с Кралство Сицилия и Република Генуа. Алфонсо V му засвидетелства благодарността си, като допуска женската линия за унаследяването на маркграфството.
Ситуацията в Сардиния е по-спокойна след прогонването на сем. Дория, но, възползвайки се от отсъствието на краля, кралските служители злоупотребяват с властта, за да обложат хората с данък, което достига до крайности. Антонио Кубело се намесва пред суверена и го убеждава да свика военен парламент (stamento), в която положението на поданиците наистина е подобрено.
Антонио, вдовец и бездетен, умира на 59 години в Ористано през 1455 г.: много оплакван от народа, той е наследен от по-малкия си брат Салваторе.

### Салваторе I
Салваторе получава образованието си в двора на Фернандо I Арагонски. По-късно той е верен служител, за военни цели, на новия суверен Алфонсо V Великодушни: активно участва в кампаниите срещу Кастилия, Сицилия и тунизийския остров Джерба. Обсадата на Гаета и морската битка при Понца (1435 г.) обаче струват скъпо на него и на краля, пленен от Генуа. Освободен, Салваторе се завръща в Сардиния, за да се посвети на делата на маркграфството.
Салваторе е много отдаден на увеличаването на активите от недвижими имоти: той продава бащиния си дял от наследството на брат си Антонио за 1000 златни флорина, конфискува активи, принадлежащи на майка му и на съпругата му Катерина Сентелес, получава големи дарения от краля и става един от най-богатите и влиятелни феодали на острова.
Салваторе умира без преки наследници на преклонната за времето възраст от 72 г., след като номинира своя племенник Леонардо Алагон, син на сестра му Бенедета и съпруга ѝ Арталдо, за свой доста оспорван наследник. 

### Леонардо II Алагон и край на маркграфството
Леонардо Алагон е син на Бенедета Кубело, сестра на маркизите Антонио и Салваторе, и на Арталдо, владетел на арагонските градове Пена и Састаго. Жени се на 15-годишна възраст на 22 януари 1451 г. в Сарагоса за благородничката Мария де Морило и Ленан, от която има шест деца.
След смъртта на баща си поема своя каталонски феод Алмуниенте. Животът му се променя радикално през пролетта на 1470 г., когато наследява Маркграфство Ористано и Графство Гочеано от своя чичо по майчина линия Салваторе Кубело, който умира бездетен.
Алагона са сред най-древните и знаменити фамилии на Арагон и са на второ място от осемте Grandes Casas на кралството, предшествани само от Вилархермоза-Рибагорца. Законните деца на Леонардо и Мария са Арталдо (+1478), Джовани, Антонио, Салваторе, Елеонора и Мария: настоящите членове на семейството и линията на Виласор произлизат от тях.
Наследството на 34-годишния Леонардо е енергично оспорвано от вицекраля на Сардиния и негов роднина Николо Кароз, който иска богатия феод за себе си. След това Леонардо не позволява на дъщеря си Елеонора да се омъжи за Далмацо, потомък на Николо: спорът се изостря още повече и Кароз се опитва да окупира Ористано, но е победен в битката при Урас на 14 април 1470 г.Кралят на Арагон Хуан II се опитва да се намеси в полза на края на военните действия, като препоръчва на Кароз да не пречи на пътя на посланиците на Леонардо, които се насочват към Барселона, за да получат кралската санкция на феодалните права. Но този път Алагон не иска мир: той окупира стратегическите замъци Монреале и Санлури и поставя Каляри под обсада. Семейният династичен спор скоро се превръща във война срещу Кралство Сардиния. През декември 1472 г. кралят се подготвя да се бие усилено срещу бунтовниците и само намесата на краля на Неапол Фернандо I благоприятства възможността за компромис. На Леонардо са признати всички права на неговите предци и привилегията да не се подчинява на вицекраля.
Мирът обаче не е уважаван особено от семейство Кароз. Сблъсъците се възобновяват и суверенът приканва своите служители да прекратят военните действия и Алагона да платят договорената сума за феодалната почит. Но Алагона не се подчиняват и монархът през 1477 г. ги обявява за бунтовници, осъждайки ги на смърт, реквизирайки феода и алодиалното наследство. Борбата продължава упорито до 19 май 1478 г., когато войските на Кралство Сардиния побеждават Алагона в битката при Макомер. Поради предателство бунтовниците са качени на кораб, който ги отвежда до Барселона и са затворени във валенсианския замък Хатива. Леонардо умира на 58-годишна възраст в този замък и е погребан в местното гробище.
През 1478 г., след поражението на Леонардо, титлата „маркиз на Ористано“ е поета от краля на Арагон (като суверен на Сардиния) и градът става кралски, т.е. той вече не е подчинен на феодален владетел, а директно на централното управление. Дори след края на Кралство Сардиния и феодализма кралете на Сардиния продължават да носят гореспоменатата титла като почетна. Тогава и сега те имат правото да го носят официално: това са кралете на Испания, кралете на Сардиния и Италия, принадлежащи към Савойския дом, включително претендентите за трона, както и първичната мъжка линия, произлизаща от император Карл VI Хабсбург, който е монарх на острова от 1707 до 1720 г.